# Vigo Rendena
Vigo Rendena (Vich in dialetto locale) è una frazione di 512 abitanti del comune di Porte di Rendena, nella provincia di Trento in Trentino-Alto Adige. Situato in Val Rendena, si trova a sud delle località turistiche Madonna di Campiglio e Pinzolo.
Fino al 31 dicembre 2015 ha costituito un comune autonomo, prima di fondersi con i vicini paesi di Darè e Villa Rendena nel nuovo comune.

## Geografia fisica

### Geografia e morfologia

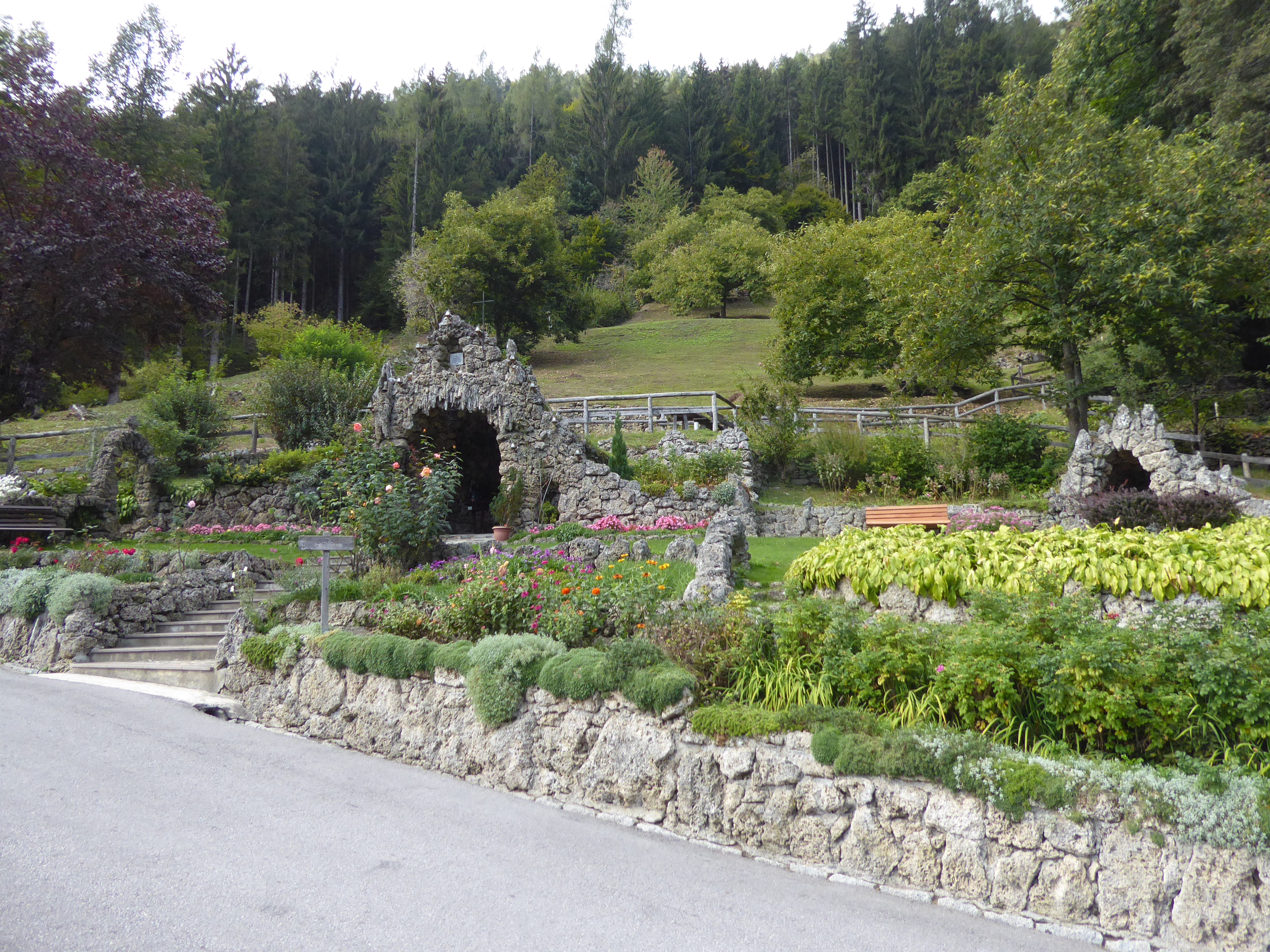
La riproduzione della grotta di Lourdes sulla strada soprastante il paese

L'abitato è ubicato nella parte meridionale della Val Rendena, rinomata zona turistica. Il paese si trova all'imbocco della Val di San Valentino, una laterale della Rendena attraversata da una strada di montagna che ne risale il fondovalle lungo la quale si trova il rifugio Gorck. La strada inizia nella parte alta del paese, dopo un notevole dislivello incontra la chiesetta di San Valentino, oltre la chiesa la strada entra nella vera e propria valle dapprima sul versante alla sinistra orografica del rio Bedù di Villa e poi nel fondovalle. Alquanto numerose sono le famose "case da mont" ovvero le baite e le vecchie malghe dove gli allevatori portavano le vacche al pascolo, ora utilizzate nei momenti di tempo libero dai proprietari. La strada oltre il rifugio diventa sterrata e conduce al Pian del Forno, località dalla quale parte il sentiero segnavia 0224 SENTIERO DELLA PACE che conduce ai passi "di San Valentino" e "delle vacche", scollinando i valichi si giunge in alta Val di Fumo. Poco oltre il passo, a quota 3050 m è posto il bivacco Eugenio Segalla, ubicato ai piedi della parte SO del Carè Alto.
Dall'altra parte della Val Rendena, oltre il fiume Sarca si trova la parte meridionale delle Dolomiti del Gruppo di Brenta. Il pendio sale ripido ricoperto interamente da un vasto bosco di larici e abeti verso il Passo Daone dove la strada che parte da Ches (Spiazzo) raggiunge il punto più alto a quota 1300 m e inizia la discesa verso Montagne. A quota 1100 m circa si trova Casaròle, unica "casa da mont" del paese su questo versante.

## Storia

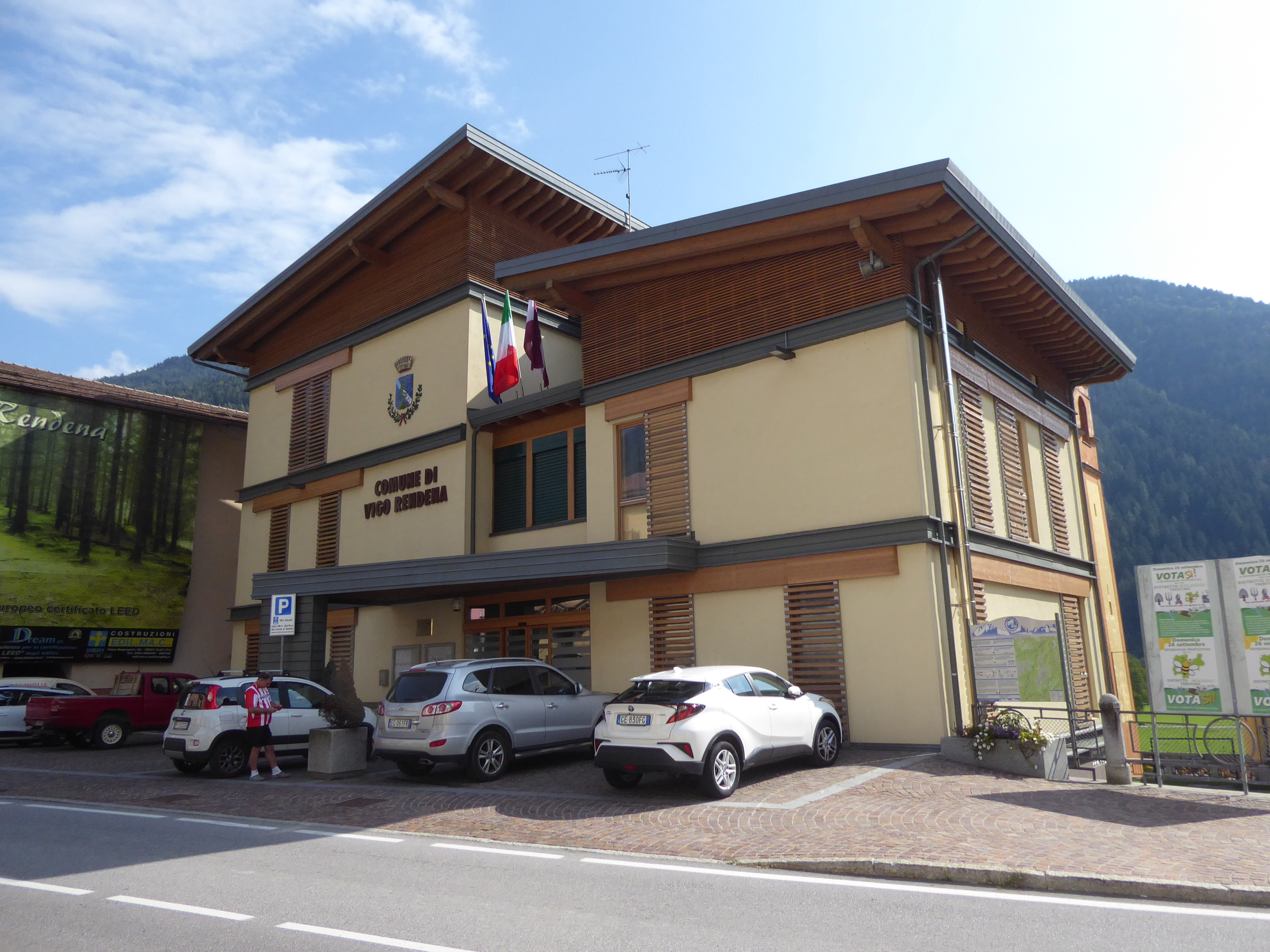
L'ex municipio

Il nome del paese deriva probabilmente dal latino vicus, "villaggio", termine che conferisce al paese una notevole importanza, attestata anche dal ritrovamento di alcune monete argentee di epoca tardo-romana e alto-medievale nelle campagne circostanti l'abitato. I possessi patrimoniali del paese si estendevano in Val di San Valentino e in particolare dove adesso sorge la Malga Calvera e comprendevano anche gli abitati di Javrè e Darè. Il paese viene citato, così come Bocenago e Pinzolo, in un'opera del '600 di Michelangelo Mariani, come uno dei più grandi della valle.
L'economia era caratterizzata dalla prevalenza del settore primario, in particolare dell'allevamento dei bovini appartenenti alla razza Rendena,  della coltura dei cereali e della selvicoltura. Anche il settore secondario vide nel tempo un notevole sviluppo, con la presenza di due falegnamerie, una filanda e un mulino. Il paese inoltre era centro dei servizi per la bassa Rendena.
Nel passato il paese era solcato da numerosi ruscelli, lungo i quali sorgevano diverse fontane di notevole dimensioni, spesso in granito, alcune delle quali visibili ancora oggi come la fontana dai Baltram o la fontana dai Brüc.
Nel 1881, più precisamente il 31 luglio, con un Atto assunto nella Cancelleria del Comune di Vigo venne concessa la costruzione di una masera sul terreno dei fratelli Gasperi Tanei.
Nel corso del Novecento la massiccia emigrazione ha ridotto molto la popolazione di Vigo così come degli altri paesi della valle. La professione tipica dei rendeneri emigrati era quella di arrotini: spingendo la mola, molti contadini hanno invaso dapprima le strade e le piazze del Nord Italia, per poi arrivare in tutta Europa e infine in tutto il mondo, Australia compresa. Ancora oggi i più rinomati negozi di coltelli delle grandi capitali sono gestiti da discendenti di rendeneri, che in molti casi hanno fatto fortuna affilando coltelli e forbici e sapendosi inventare un mestiere fino ad allora sconosciuto.
Nel 1929 un furioso incendio ha devastato l'intero abitato: le fiamme hanno avuto facile innesco nel legno di larice che rivestiva il piano superiore delle abitazioni e nella paglia accatastata nei fienili. Nella ricostruzione il tessuto urbano è stato modificato e, anche a causa della forte spinta del turismo negli anni Sessanta, molte abitazioni hanno oggi un'impronta piuttosto cittadina.
Nel 1928, durante il periodo il fascista, al comune di Vigo Rendena sono stati aggregati quelli soppressi di Darè e Pelugo. Nel 1946 si sono poi distaccati per ricostituire i territori originali. Nel 2016 si è aggregato ai comuni di Villa Rendena e Darè per formare il nuovo comune di Porte di Rendena.

### Simboli
Lo stemma e il gonfalone del comune erano stati concessi con decreto del presidente della Repubblica del 14 gennaio 1954.
Il gonfalone era un drappo di azzurro.

## Monumenti e luoghi di interesse
- La chiesa di San LorenzoChiesa di San Lorenzo;

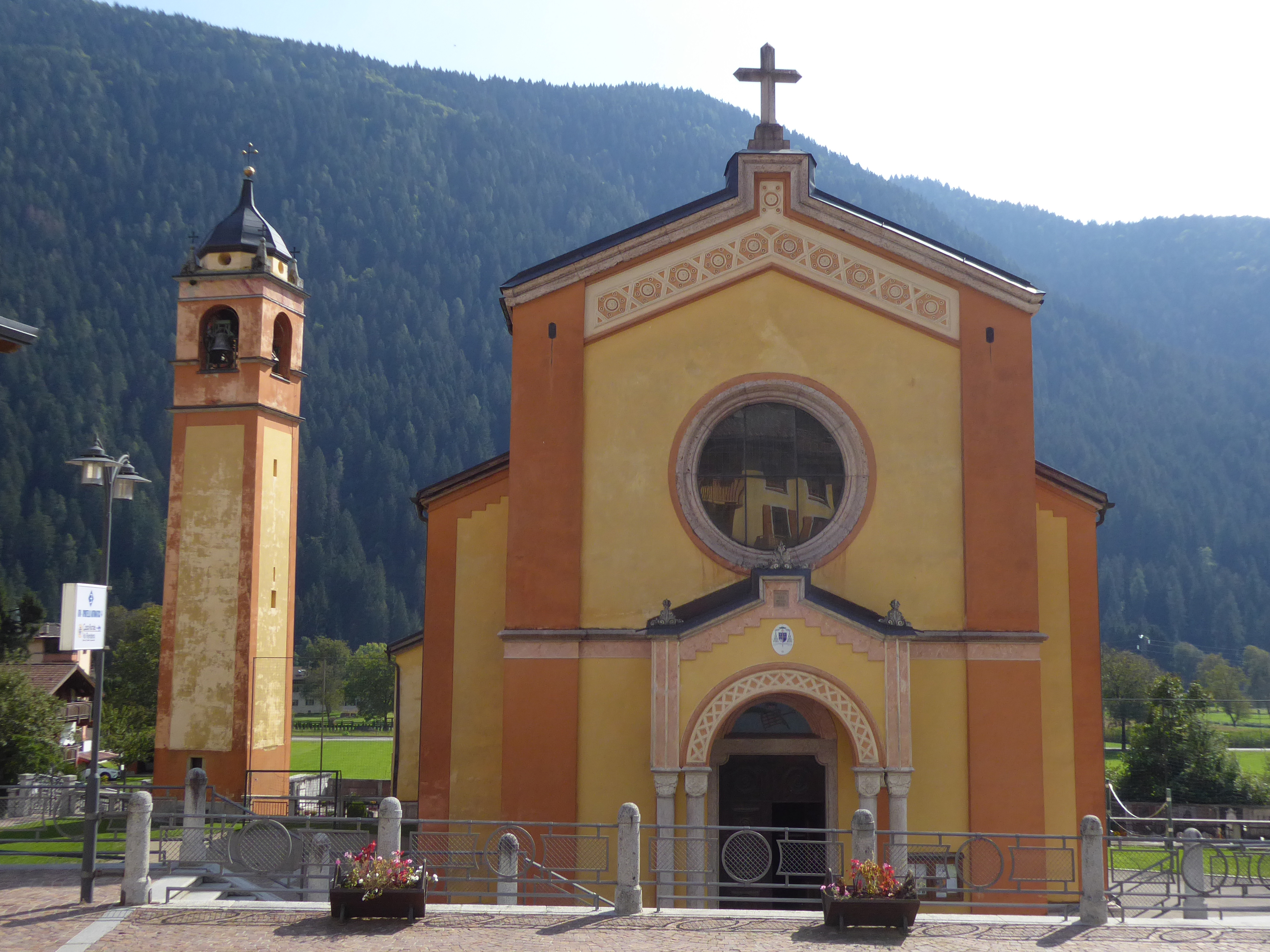
La chiesa di San Lorenzo

- Capitel di Calvéra: posto a una quota di circa 900 m sul versante del monte Calvéra di fronte alla cima Durmont. Era stato costruito sul confine tra il bosco e i prati e gli appezzamenti coltivati che salivano con numerose fratte sul ripido versante. Nel 1876 venne ristrutturato , ponendovi all'interno della nicchia la statua della Madonna che originariamente si trovava nella chiesa di San Lorenzo;
- Chiesetta di San Valentino sul Monte Nizzone (in Val di San Valentino): la chiesa è un edificio risalente al Trecento, ma la notizia della sua consacrazione risale al 1405. Fu ricostruita nel 1864 e orientata in modo opposto rispetto all'antico. La chiesetta ha un'unica navata coperta di un volto a botte e abbellita da numerosi affreschi risalenti al 1539 attribuiti a Simone Baschenis. Sul fianco sinistro si trova un piccolo campanile innestato sul tetto[10];
- Capitello delle Quattro Facce: deve la sua particolarità al fatto che si tratta di un tabernacolo a pianta quadrata affrescato su tutte e quattro le facce. Fu eretto nel 1630, come voto a seguito del flagello della peste, e restaurato nel 2004.
- Malga Calvéra (1650 m): situata in località Calvéra lungo la dorsale che divide la Val di San Valentino dalla Val di Borzago. Il progetto di costruzione della malga fu preso in considerazione dal Comune dall'ottobre 1910 con la promessa di chiedere un finanziamento pubblico. Nel 1911 arrivarono al comune finanziamenti da Provincia e Stato (allora ancora Impero Asburgico) per il 60% della spesa calcolata in circa 53 600 corone. I lavori iniziarono il 26 aprile 1914 con il taglio di alcuni abeti e larici per la costruzione di casìna e stalòn. Contemporaneamente all'inizio dei lavori fu scavato l'acquedotto allacciato alle sorgenti di "la Mandra" e del "Tof dai Bò". Nel luglio 1914 lo scoppio della Grande Guerra provocò l'aumento dei prezzi del legname e la mancanza di manodopera, fattori che determinarono il fermo dei lavori.  Nel 1919 il Comune tornò a interessarsi della malga ma solo un anno dopo, nel luglio 1920 i lavori furono ripresi. Nel 1921 furono ultimati la casìna e l'acquedotto e furono portate in malga anche le vacche nonostante l'assenza della stalle. Nel 1928 fu ultimato al stalòn con capienza di circa 100 capi fra manze, vitelli e capi adulti. A pieno regime in malga si lavoravano dai 250 ai 300 litri di latte al giorno. Primi gestori furono Giuseppe Dorna, Luigi Pizzini di Villa Rendena e Riccarco Chiappani.  Nel 1949 furono apportate alcune migliorie alla malga tra cui il rifacimento e l'ampliamento di parte dell'acquedotto e alcune ristrutturazioni. Da allora la malga è stata ristrutturata e ampliata tra il 1986 e il 1992;
- Parco al Sarca: situatati nel punto più basso del paese e poco fuori dall'abitato, si trovano un campo da calcetto, un laghetto per la pesca sportiva[11] del salmerino alpino e delle trote e un bicigrill punto di ristoro per i ciclisti che percorrono la ciclabile della Val Rendena[12];
- Grotta della Madonna di Lourdes;
- Canton dai Gianòti: è il caseggiato posto nella zona centrale dell'abitato a monte della statale e confinante con il canton Berna;
- Canton Berna: è il quartiere della zona sud-ovest del paese, celebre per la Festa dal Canedarlo[13].

## Società

### Evoluzione demografica
Abitanti censiti

## Cultura

### Eventi
- Festa dal Canedarlo: ogni anno dal 2008 si svolge nel Canton Berna la Festa dal Canedarlo. Durante questa manifestazione il centro del paese è invaso da centinaia di persone, arrivate, nel 2018, a quota 4000 con oltre 6000 pasti serviti dai volontari dell'associazione Canton Berna. I molti abitanti della valle ma anche i tanti turisti che accorrono sono attratti dalla proposta culinaria originale: canederli in brodo, al gulasch o al burro fuso di malga accompagnati da un'atmosfera di festa grazie all'intrattenimento del Corpo Musicale di Vigo-Darè[15] e del Coro Carè Alto;
- Sagra di San Lorenzo: in occasione della ricorrenza religiosa di San Lorenzo, il 10 agosto, la Pro Loco di Vigo Rendena[16] e la Pro Loco di Darè[17] organizzano la sagra del paese, due giorni di festa e di numerose attività di animazione;
- Biroc' Race[18]: dal 2014 la Pro Loco di Vigo Rendena[16] organizza annualmente nel mese di agosto una gara di veicoli artigianali senza motore che sfrecciano per il paese lungo un tracciato preparato in due manche. I piloti e i loro team costruiscono i veicoli appellandosi alla massima originalità che hanno poiché in questa gara il premio per il veicolo più veloce ha ben poca importanza, il vincitore è infatti colui che porta alla linea di partenza il veicolo più originale e divertente;
- Latte in festa - Festa del gelato: organizzata dalla Pro Loco di Vigo Rendena[18], la Festa del Gelato è una manifestazione in cui numerose gelaterie trentine di spicco si riuniscono al Parco al Sarca per offrire ai tanti turisti e agli abitanti gusti di gelato pensati e prodotti apposta per questo evento;
- Festa della Polenta: ogni anno la Pro Loco di Vigo Rendena[18] organizza la Festa della Polenta presso il Parco al Sarca. In questa manifestazione i maestri polentieri si riuniscono per offrire una degustazione del prodotto tipico delle nostre valli.

## Economia
Nel prima metà del secolo scorso l'economia dell'intera valle era caratterizzata dalla quasi totale occupazione nel settore primario, in particolare nell'allevamento. L'estate infatti la popolazione dei paesi si riduceva a meno della metà poiché molti allevatori che possedevano stalle in fondovalle portavano i bovini (appartenenti alla particolare razza rendena) in alpeggio sulle malghe poste a quote che spesso superavano i 1500 m. Oggi queste malghe sono perlopiù abbandonate e in rovina poiché la pratica del settore primario si è notevolmente ridotta e le poche malghe che rimangono attive riescono a gestire senza problemi il carico estivo del bestiame proveniente dal fondovalle. Importante è stata anche la coltura dei cereali e la selvicoltura.
Da notare che già nel passato erano presenti in paese attività legate al settore secondario vi erano infatti due falegnamerie, una filanda e un mulino che sorgeva nei pressi dell'attuale piscicoltura lungo il torrente Molinera.
Attualmente il paese può vantare un ruolo notevole, date le dimensioni, nel settore secondario della valle. Sono infatti presenti due fabbriche di divani e poltrone, la Loran salotti Srl e la Gyform Srl. Da segnalare anche la presenza dell'azienda agricola Pescicoltura Burrini, azienda leader in Italia per la produzione di uova embrionate.